# أرنولد وليامز
أرنولد وليامز (بالإنجليزية: Arnold Williams)‏ (6 يناير 1870 في المملكة المتحدة - 20 أغسطس 1929 في نيوزيلندا) هو لاعب كريكت نيوزلندي وبريطاني. لعب مع فريق أوتاغو للكريكت ‏ وWellington cricket team ‏.

## وصلات خارجية
- أرنولد وليامز على موقع إي آس بي آن كريك إنفو (الإنجليزية)